# CCNG1
CCNG1‏ (Cyclin G1) هوَ بروتين يُشَفر بواسطة جين CCNG1 في الإنسان.